# فيديريكو باربارو
فيديريكو باربارو (بالإيطالية: Federico Barbaro)‏ هو مترجم ومبشر إيطالي، ولد في 18 فبراير 1913 في فيومي فينيتو في إيطاليا، وتوفي في 29 فبراير 1996 في بوردينوني في إيطاليا.